# Kunzakh
Kunzakh (en rus: Кунзах) és un poble del Daguestan, a Rússia, que en el cens del 2010 tenia 362 habitants. Pertany al districte rural de Mekhelta.